# Mujinga Kambundji
Mujinga Kambundji (født 17. juni 1992) er en schweizisk sprinter, der konkurrerer indenfor for 200-meterløb og 100-meterløb samt 60-meterløb indendørs. Hun er samtidig schweizisk rekordholder indenfor alle tre distancer.
Den 19. august 2022 vandt Kambundji guld på 200-meter ved EM i atletik 2022 i München med tiden 22,32 s, efter at have vundet sølv på 100 m i 10,99 s efter tyske Gina Lückenkemper, tre dage tidligere. To år senere forsvarede hun sin guldmedalje på 200-meter ved EM i atletik 2024.